# مقصود باشا
مقصود باشا سياسي عثماني شغل منصب والي مصر منذ 1642 حتى 1644.